# Anna Campagnoli
Anna Campagnoli es una deportista italiana que compitió en tiro con arco, en la modalidad de arco compuesto. Ganó una medalla en el Campeonato Mundial de Tiro con Arco al Aire Libre de 1995 y dos medallas en el Campeonato Europeo de Tiro con Arco al Aire Libre de 1996.

## Palmarés internacional
| Campeonato Mundial al Aire Libre | Campeonato Mundial al Aire Libre | Campeonato Mundial al Aire Libre | Campeonato Mundial al Aire Libre |
| Año                              | Lugar                            | Medalla                          | Prueba                           |
| -------------------------------- | -------------------------------- | -------------------------------- | -------------------------------- |
| 1995                             | Yakarta (Indonesia)              | Medalla de bronce                | Equipo                           |
| Campeonato Europeo al Aire Libre |                                  |                                  |                                  |
| Año                              | Lugar                            | Medalla                          | Prueba                           |
| 1996                             | Kranjska Gora (Eslovenia)        | Medalla de plata                 | Equipo                           |
| 1996                             | Kranjska Gora (Eslovenia)        | Medalla de bronce                | Individual                       |